# The Better Life
| Оценки критиков      | Оценки критиков |
| Источник             | Оценка          |
| -------------------- | --------------- |
| Allmusic             | [ 1 ]           |
| Entertainment Weekly | B−              |
| Robert Christgau     | C+              |

The Better Life — дебютный студийный американской рок-группы 3 Doors Down, выпущенный 8 февраля 2000 года. Релиз шесть раз стал платиновым в США. Это единственный альбом группы, на котором вокалист группы, Брэд Арнольд, выступил также и в роли ударника. Синглы с альбома, «Kryptonite», «Loser», и «Be Like That» попали в Billboard Hot 100, на No. 3, No. 55, and No. 24 позиции соответственно. The Better Life разошёлся по мире в количестве, превышающим шесть миллионов экземпляров.
По состоянию на июль 2014 год, в США было распродано 5 653 000 копий альбома.

## Список композиций
Все тексты написаны Брэдом Арнольдом.
| №                   | Название            | Музыка                               | Длительность |
| ------------------- | ------------------- | ------------------------------------ | ------------ |
| 1.                  | «Kryptonite»        | Арнольд, Робертс, Харрелл            | 3:56         |
| 2.                  | «Loser»             | Арнольд, Робертс, Харрелл            | 4:24         |
| 3.                  | «Duck and Run»      | Арнольд, Робертс, Харрелл, Хендерсон | 3:52         |
| 4.                  | «Not Enough»        | Арнольд, Робертс, Харрелл, Хендерсон | 3:16         |
| 5.                  | «Be Like That»      | Арнольд, Хендерсон                   | 4:25         |
| 6.                  | «Life of My Own»    | Арнольд, Харрелл                     | 3:59         |
| 7.                  | «Better Life»       | Арнольд, Робертс, Харрелл, Хендерсон | 3:05         |
| 8.                  | «Down Poison»       | Арнольд, Робертс, Харрелл            | 4:22         |
| 9.                  | «By My Side»        | Арнольд, Робертс, Харрелл            | 3:20         |
| 10.                 | «Smack»             | Арнольд, Робертс, Харрелл            | 2:30         |
| 11.                 | «So I Need You»     | Арнольд, Робертс, Харрелл, Хендерсон | 3:51         |
| Общая длительность: | Общая длительность: | Общая длительность:                  | 40:43        |

| №                   | Название                | Длительность |
| ------------------- | ----------------------- | ------------ |
| 12.                 | «Loser (Live)»          | 5:28         |
| 13.                 | «Life Of My Own (Live)» | 4:37         |
| 14.                 | «Kryptonite (Live)»     | 3:49         |
| Общая длительность: | Общая длительность:     | 54:39        |

## Чарты и сертификации
| Год  | Чарт                | Позиций |
| ---- | ------------------- | ------- |
| 2000 | Top Heatseekers     | 1       |
| 2000 | Billboard 200       | 7       |
| 2000 | Canadian RPM Albums | 6       |

| Чарт (2000–2009)   | Позиция |
| ------------------ | ------- |
| U.S. Billboard 200 | 46      |

| Регион | Сертификация  | Продажи   |
| --- | ------------- | --------- |
| Канада (Music Canada) | 2× Платиновый | 200 000^  |
| США (RIAA) | 6× Платиновый | 5,653,000 |
| * Данные о продажах приведены только на основе сертификации. ^ Данные о тиражах приведены только на основе сертификации. |               |           |

## Участники записи
3 Doors Down
- Бред Арнольд – вокал, ударные
- Мэтт Робертс – соло-гитара, бэк-вокал
- Крис Хендерсон – ритм-гитара
- Тодд Харелл — бас-гитара

Приглашенные музыканты
- Кевин Пейдж - клавишные